# Isidre Vallès i Rovira
Isidre Vallès i Rovira (1934 - 9 de gener de 2004) fou un historiador de l'art català. Es va llicenciar en filosofia i després es va doctorar en història de l'art. Va especialitzar la seva recerca en la cultura popular. Vinculat a l'Alt Empordà, d'on era originari, fou patró del Museu del Joguet de Figueres i fundador de l'Associació d'Amics del Caganer. Va ser amic íntim de Joan Brossa i Cuervo.

## Publicacions destacades
- El paper retallat, una mostra de la cultura popular xinesa (1979).
- La màgia del vol. Primeres proves aerostàtiques a Catalunya, València i Castella al final del segle XVIII (1985).
- Joan Brossa: les sabates són més que un pedestal (1996),
- Artesania, Art i societat (1987)
- Les arrels socioculturals de l'art: Una visió interdisciplinària del fenomen artístic (2001).[4]